# Tiger-Aloe
Die Tiger-Aloe (Aloe variegata) ist eine Pflanzenart aus der Gattung der Aloen (Aloe) in der Unterfamilie der Affodillgewächse (Asphodeloideae). Das Artepitheton variegata stammt aus dem Lateinischen, bedeutet ‚panaschiert‘ und verweist auf die gefleckten Laubblätter der Art.

## Beschreibung

### Vegetative Merkmale
Aloe variegata wächst stammlos, sprosst und bildet Gruppen. Die bis zu 20 lanzettlich-deltoiden, im Querschnitt V-förmigen Laubblätter sind dreizeilig am Trieb angeordnet. Ihre grüne Blattspreite ist 10 bis 15 Zentimeter lang und 4 bis 6 Zentimeter breit. Auf der Blattoberfläche sind längliche weißliche Flecken vorhanden, die unregelmäßige Querbänder bilden. Der Blattrand und der Kiel sind weiß und gekerbt.

### Blütenstände und Blüten

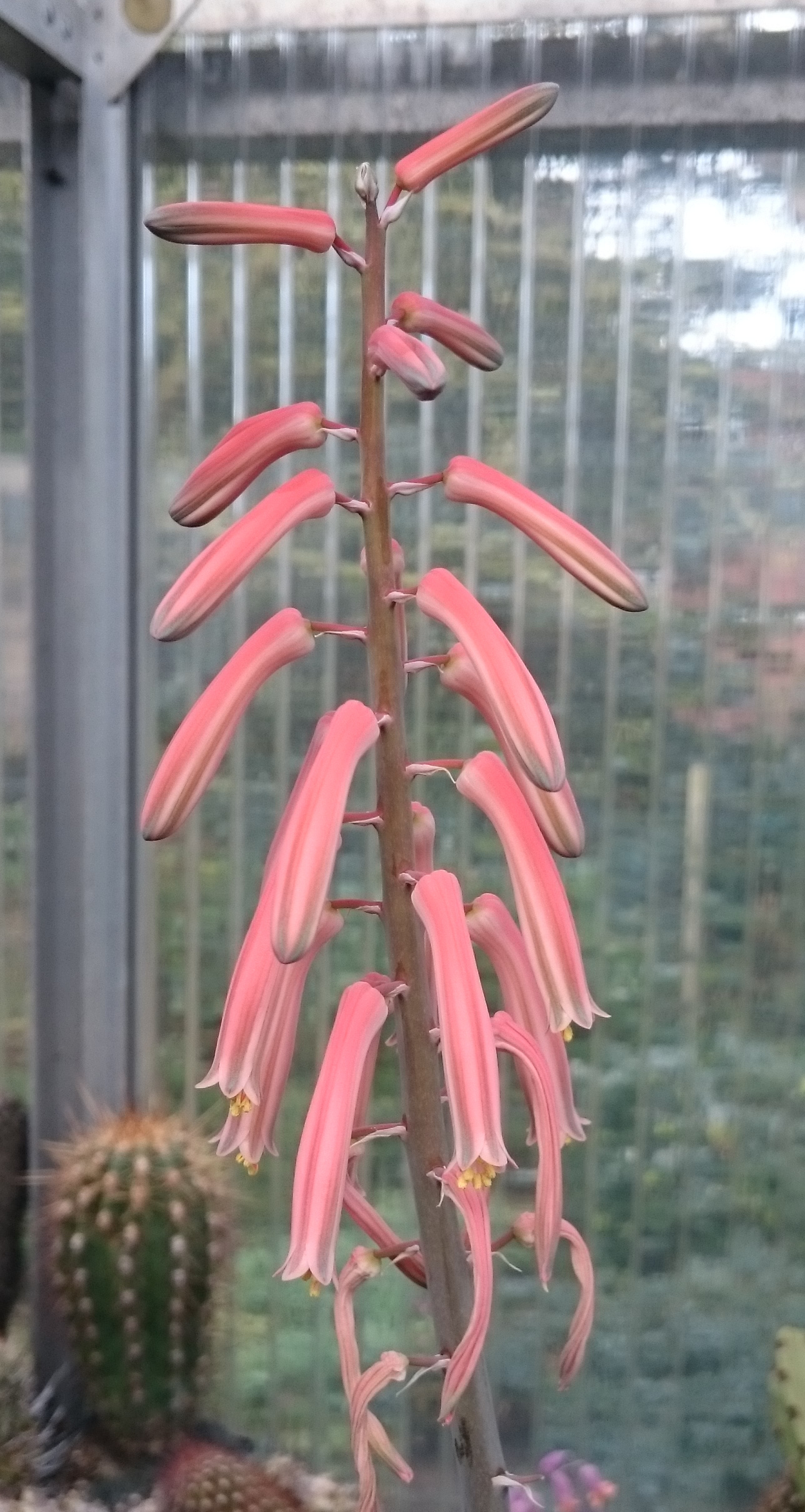
Blütenstand

Der Blütenstand weist ein bis zwei Zweige auf und ist etwa 30 Zentimeter lang. Die lockeren, zylindrischen Trauben sind 10 bis 20 Zentimeter lang und bestehen aus etwa 20 bis 30 Blüten. Die eiförmig spitz zulaufenden Brakteen weisen eine Länge von bis zu 15 Millimeter auf und sind 7 Millimeter breit. Die fleischrosafarbenen bis trüb scharlachroten, selten trüb gelben Blüten stehen an 4 bis 5 Millimeter langen Blütenstielen. Die Blüten sind 35 bis 40 Millimeter lang und an der Basis gestutzt. Auf Höhe des Fruchtknotens weisen sie einen Durchmesser von 5 Millimeter auf. Darüber sind sie leicht verengt und schließlich zur Mündung erweitert. Ihre äußeren Perigonblätter sind auf einer Länge von 5 bis 7 Millimetern nicht miteinander verwachsen. Die Staubblätter ragen nicht und der Griffel ragt 1 bis 2 Millimeter aus der Blüte heraus.

### Genetik
Die Chromosomenzahl beträgt {\displaystyle 2n=14}.

## Systematik und Verbreitung
Aloe variegata ist in Namibia sowie den südafrikanischen Provinzen Nordkap, Ostkap und Freistaat in der Karoo und dem sogenannten Buschmannland verbreitet.
Die Erstbeschreibung durch Carl von Linné in Species Plantarum wurde 1753 veröffentlicht. Synonyme sind Aloe punctata Haw. (1804), Aloe variegata var. haworthii A.Berger (1908) und Aloe ausana Dinter (1931).

## Nachweise